# Thusis
Thusis (Reto-Romaans: Tusaun; Italiaans (verouderd): Tosana of Tosanna) is een gemeente in het Zwitserse kanton Graubünden. De gemeente behoort tot het district Hinterrhein.
De plaats ligt op het punt waar de Albula uitstroomt in de Achter-Rijn. Thusis is een belangrijk verkeersknooppunt. Het ligt op de route naar de San Bernardinopas die Noordoost-Zwitserland met het Italiaanstalige Ticino verbindt en is tevens beginpunt voor de routes naar de Albula- en Julierpas. Ten zuiden van de plaats ligt de beruchte Via Mala, een nauwe kloof waar de jonge Rijn zich doorheen baant.

## Geboren
- Arno Theus (1911-1999), econoom, bestuurder en politicus
- Martin Schmid (1969-), politicus

## Afbeeldingen

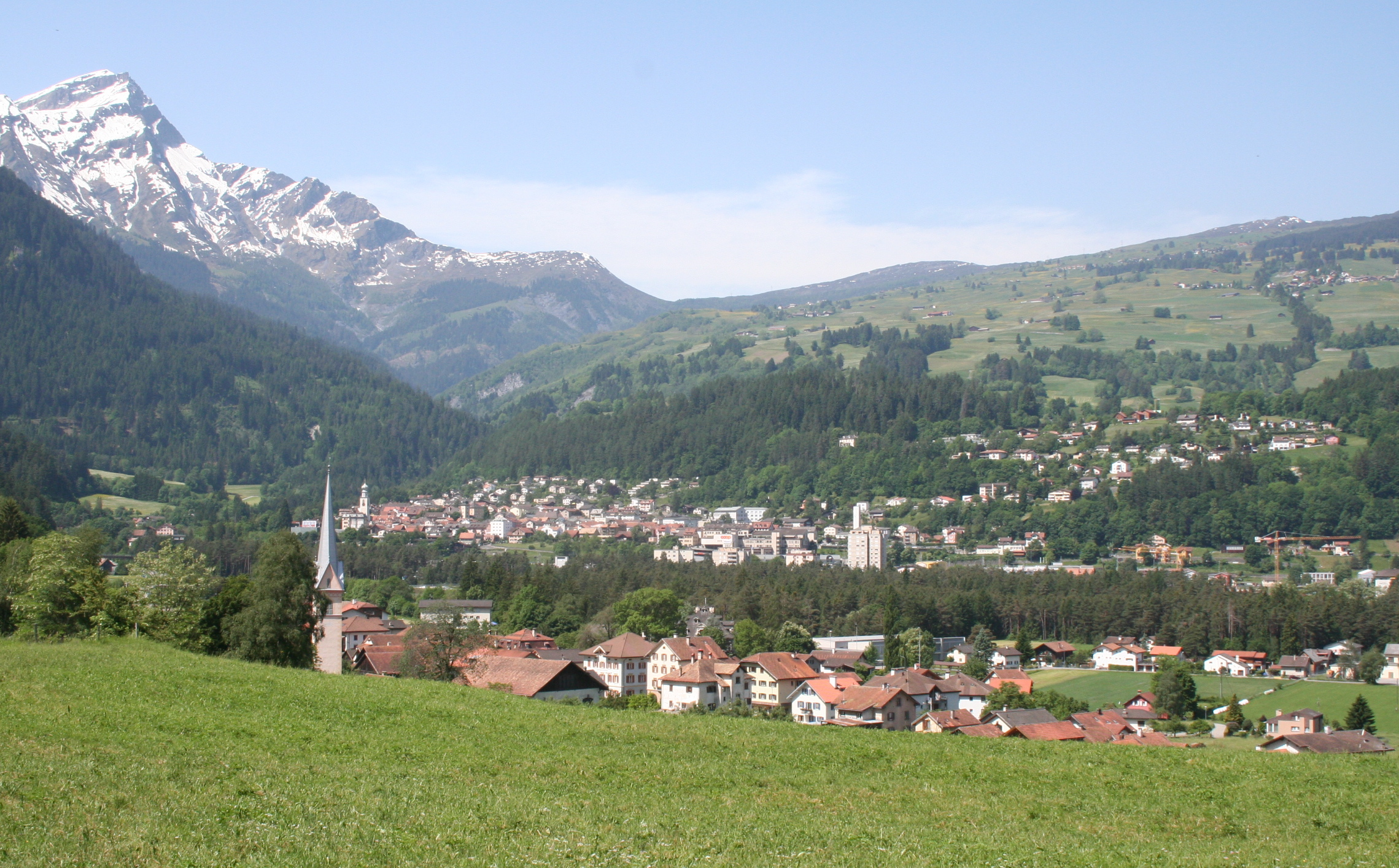
Gezicht op Thusis en de Piz Beverin
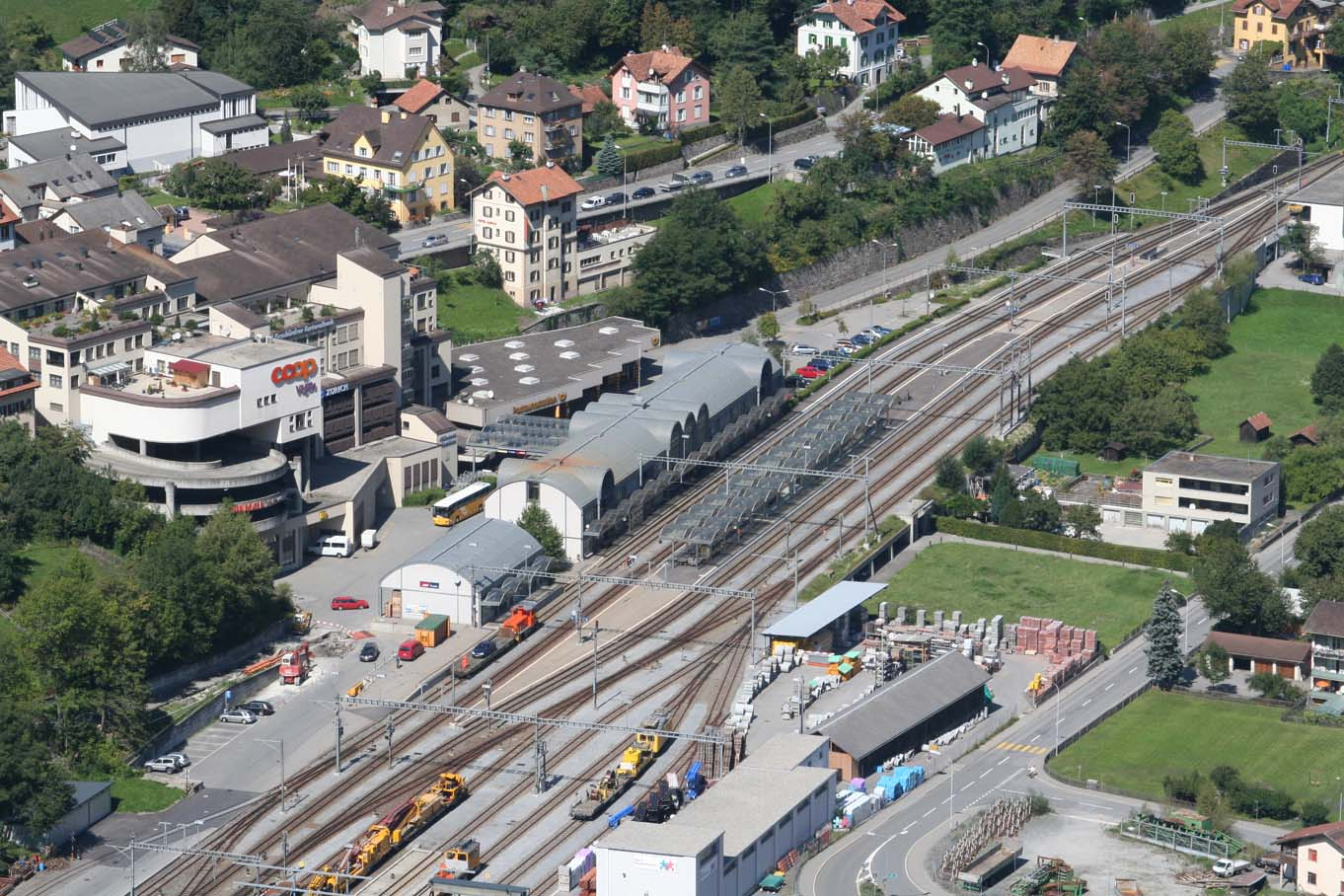
Station
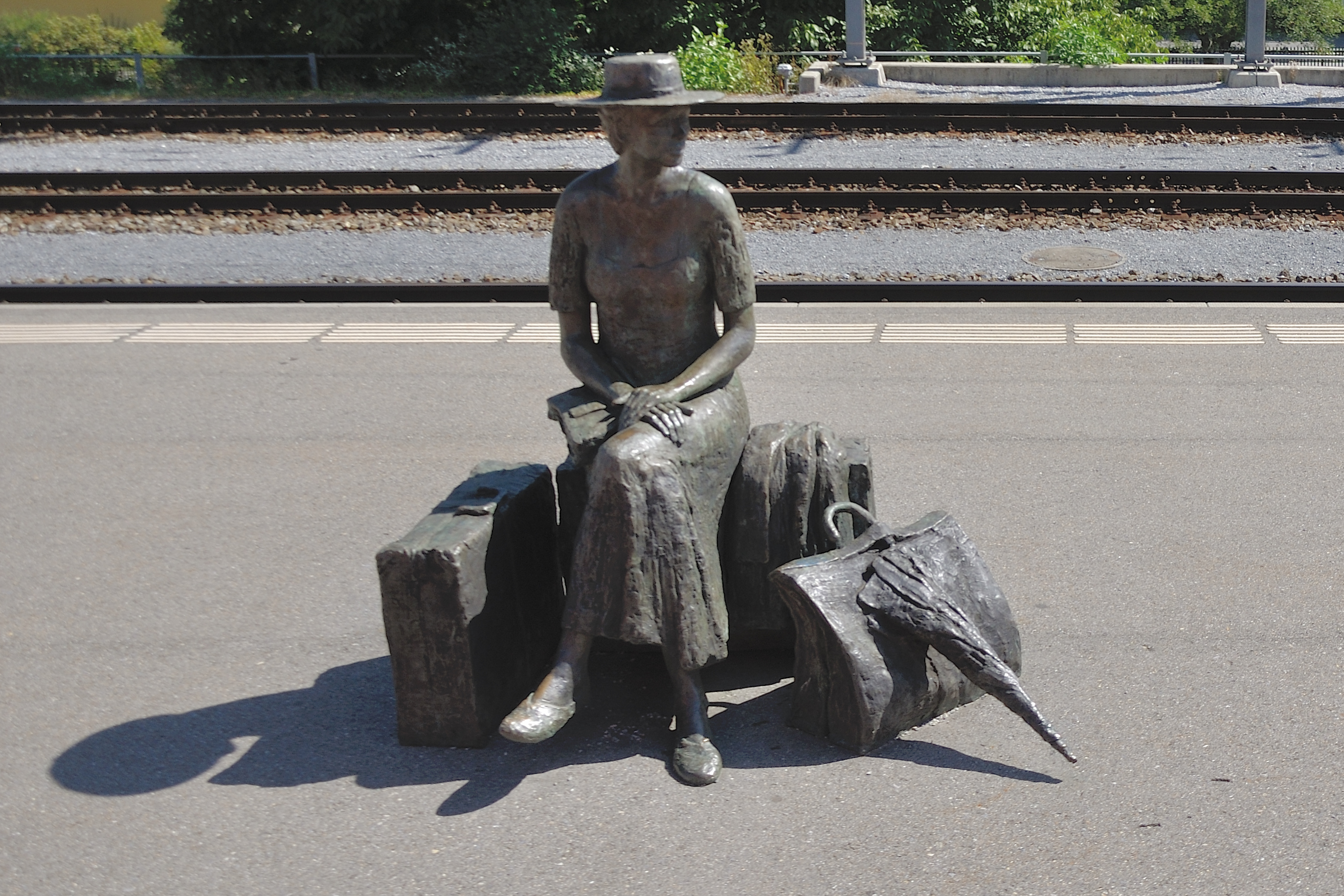
Wachtende reizigster